# Linharòlas (Indre)
Lignerolles és un municipi francès, situat al departament de l'Indre i a la regió de Centre – Vall del Loira. L'any 2007 tenia 111 habitants.

## Demografia

### Població
El 2007 la població de fet de Lignerolles era de 111 persones. Hi havia 53 famílies, de les quals 19 eren unipersonals (8 homes vivint sols i 11 dones vivint soles), 30 parelles sense fills i 4 parelles amb fills.
La població ha evolucionat segons el següent gràfic:
Habitants censats

### Habitatges
El 2007 hi havia 128 habitatges, 57 eren l'habitatge principal de la família, 40 eren segones residències i 31 estaven desocupats. Tots els 127 habitatges eren cases. Dels 57 habitatges principals, 54 estaven ocupats pels seus propietaris i 3 estaven llogats i ocupats pels llogaters; 4 tenien una cambra, 6 en tenien dues, 9 en tenien tres, 20 en tenien quatre i 18 en tenien cinc o més. 24 habitatges disposaven pel capbaix d'una plaça de pàrquing. A 21 habitatges hi havia un automòbil i a 24 n'hi havia dos o més.

### Piràmide de població
La piràmide de població per edats i sexe el 2009 era:
| Homes | Edats   | Dones |
| ----- | ------- | ----- |
| 0     | 95 o +  | 0     |
| 0     | 90 a 94 | 0     |
| 8     | 85 a 89 | 0     |
| 0     | 80 a 84 | 4     |
| 8     | 75 a 79 | 8     |
| 12    | 70 a 74 | 12    |
| 4     | 65 a 69 | 0     |
| 4     | 60 a 64 | 8     |
| 4     | 55 a 59 | 4     |
| 4     | 50 a 54 | 4     |
| 8     | 45 a 49 | 4     |
| 4     | 40 a 44 | 4     |
| 0     | 35 a 39 | 0     |
| 8     | 30 a 34 | 4     |
| 8     | 25 a 29 | 4     |
| 0     | 20 a 24 | 8     |
| 0     | 15 a 19 | 4     |
| 4     | 10 a 14 | 0     |
| 4     | 5 a 9   | 0     |
| 0     | 0 a 4   | 8     |

## Economia
El 2007 la població en edat de treballar era de 61 persones, 37 eren actives i 24 eren inactives. De les 37 persones actives 33 estaven ocupades (21 homes i 12 dones) i 4 estaven aturades (1 home i 3 dones). De les 24 persones inactives 18 estaven jubilades, 3 estaven estudiant i 3 estaven classificades com a «altres inactius».

### Ingressos
El 2009 a Lignerolles hi havia 61 unitats fiscals que integraven 120 persones, la mediana anual d'ingressos fiscals per persona era de 14.529 €.

### Activitats econòmiques
Dels 2 establiments que hi havia el 2007, 1 era d'una empresa de construcció i 1 d'una empresa de serveis.
L'any 2000 a Lignerolles hi havia 21 explotacions agrícoles que ocupaven un total de 946 hectàrees.

## Equipaments sanitaris i escolars
El 2009 hi havia una escola elemental integrada dins d'un grup escolar amb les comunes properes formant una escola dispersa.

## Poblacions més properes
El següent diagrama mostra les poblacions més properes.